# Stipagrostis vexillifeta
Stipagrostis vexillifeta là một loài thực vật có hoa trong họ Hòa thảo. Loài này được Kers miêu tả khoa học đầu tiên năm 1971.